# Cola triloba
Cola triloba är en malvaväxtart som först beskrevs av Robert Brown, och fick sitt nu gällande namn av Karl Moritz Schumann. Cola triloba ingår i släktet Cola och familjen malvaväxter. Inga underarter finns listade i Catalogue of Life.